# Chlorostrymon simaethis
Chlorostrymon simaethis is een vlinder uit de familie van de Lycaenidae. De wetenschappelijke naam van de soort werd als Papilio simaethis in 1773 gepubliceerd door Drury.

## Ondersoorten
- Chlorostrymon simaethis simaethis
  - = Thecla lycus Skinner, 1898
  - = Thecla simaethis jago Comstock & Huntington, 1943
- Chlorostrymon simaethis sarita (Skinner, 1895)
  - = Thecla sarita Skinner, 1895